# Danmarks Konge Christian den Tiende
Danmarks Konge Christian den Tiende er en dansk portrætfilm fra 1940.

## Handling
En kavalkade af begivenheder fra Kong Christian 10.'s regeringstid, udsendt i anledning af hans 70 års fødselsdag den 26. september 1940. Optagelserne strækker sig over perioden fra 15. maj 1912, da Kong Christian 10. blev udråbt til Danmarks konge, og frem til fødselsdagen.
Optagelserne er samlet fra: Det kongelige Bibliotek, Nordisk Film, Palladium, Fotorama Filmbureau, Minerva Film, Dansk Filmrevy, De danske Statsbaner, Odense Byråd, Det kgl. københavnske Skydeselskab og danske Broderskab, Einar Dessau, grosserer Paul Welander og direktør P. Petersen - Reykjavik.

## Medvirkende
- Kong Christian 10.